# Condado de Henrico
O Condado de Henrico (em inglês:  Henrico County) é um dos 95 condados do estado americano da Virgínia. A sede do condado é Richmond, e sua maior cidade é Highland Springs. Foi fundado em 1634.
O condado possui uma área de 634 km², dos quais 29 km² estão cobertos por água, uma população de 306 935 habitantes, e uma densidade populacional de 507,1 hab/km² (segundo o censo nacional de 2010).